# Sidiclei de Souza
Sidiclei de Souza (nacido el 13 de mayo de 1972) es un futbolista brasileño que se desempeña como defensa.
Jugó para clubes como el Atlético Paranaense, Montedio Yamagata, Kyoto Sanga FC, Oita Trinita, Vissel Kobe, Gamba Osaka y Marcílio Dias.

## Trayectoria

### Clubes
| Club                | País   | Año         |
| ------------------- | ------ | ----------- |
| Matsubara           | Brasil | 1990 - 1997 |
| Atlético Paranaense | Brasil | 1996        |
| Montedio Yamagata   | Japón  | 1997 - 1998 |
| Kyoto Purple Sanga  | Japón  | 1999        |
| Oita Trinita        | Japón  | 2000        |
| Vissel Kobe         | Japón  | 2001 - 2003 |
| Gamba Osaka         | Japón  | 2004 - 2007 |
| Kyoto Sanga FC      | Japón  | 2008 - 2009 |
| Cascavel            | Brasil | 2010 - 2011 |
| Marcílio Dias       | Brasil | 2010        |
| Águia Negra         | Brasil | 2011        |